# Roberto Piantoni
Roberto Piantoni, noto anche con lo pseudonimo di Roby (Colere, 2 giugno 1977 – Shisha Pangma, 14 ottobre 2009), è stato un alpinista italiano.

## Biografia
Roberto nasce a Colere in Valle di Scalve, figlio di Fulvia e dell'alpinista Livio, morto il 14 luglio 1981 sul Pucajirca. A 15 anni scala la via Denise sulla Presolana aperta dal padre 17 anni prima, diventando Guida alpina nel 2003.
Il gruppo musicale Folkstone gli dedicò con commozione la canzone Nell'alto cadrò.

## Carriera alpinistica

### Ascensioni completate
- 2003 - Pakistan - sale la cima del Gasherbrum II (8035 m)
- 2005 - Pakistan - conquista la cima centrale del Broad Peak (8012 m)
- 2006 - Tibet [3] - il 26 maggio 2006 sale la cima dell'Everest (8848 m) senza ossigeno, insieme all'amico Marco Astori
- 2007 - conquista delle cime di Muztagata (7548 m) in Cina, del Pisang Peak (6101 m) e dell'Imja Tse (6189 m) in Nepal, e dell’Aconcagua (6963 m) in Argentina;
- 2008 - Pakistan - sale lo Spantik (7027 m)

### Tentativi di vetta
- 2001 - Perù - Salita al Pukaijrka Central (6010 m)
- 2004 - Nepal - Salita al Manaslu (8164 m)
- 2007 - Pakistan - tentato concatenamento delle creste del Gasherbrum I (8068 m) e Gasherbrum II (8035 m)
- † 2009 - Tibet - spedizione sullo Shisha Pangma (8013 m)[4]